# AN21
Antoine Gabriel Michel Haydamous Josefsson (Estocolmo; 17 de agosto de 1989), conocido por su nombre artístico AN21 (pronunciado Antoine), es un DJ, remezclador y productor discográfico sueco. Es hermano menor del reconocido DJ y miembro de Swedish House Mafia, Steve Angello.
En la encuesta realizada en 2011 por la revista DJ Mag, ocupó el puesto #85. En 2012, mejoró su performance ubicándose en la posición #61.

## Biografía
Reconoció en una entrevista que cuando era joven, le disgustaba el estilo de música que componía su hermano Steve. Hasta que fue creciendo y se fue instalando en la cultura dance y logró tener su espacio en los reconocidos clubs.
Fue nominado como "DJ Revelación' en el IDMAs (International Dance Music Awards). En 2010, lo vio como DJ en los mejores festivales del mundo, como Pacha Ibiza, Ministry of Sound en Londres, Avalon en Los Ángeles, Zouk en Singapur, Global Gathering y Mysteryland.
En el año 2011, saco un compilado editado, por DJmag en su edición 497, titulado “People Of The Night”. Recopila producciones de Steve Angello, Dirty South, Swanky Tunes entre otros.
El 3 de septiembre, lanzó en colaboración con Max Vangeli su tan anunciado álbum "People Of The Night" por el sello Size Records, propiedad de su hermano Steve Angello. El álbum contiene 15 pistas e incluye colaboraciones de varios artistas y productores como es el caso de Steve Angello, Michael Woods, Congorock, Kim Fai y el alemán Moguai. Entre los vocalistas se encuentran, el británico Example, y la reconocida vocalista de house Julie McKnight, entre otros.

## Discografía

### Álbumes de estudio
- 2012: “People Of The Night” (con Max Vangeli) [Size Records]

### Sencillos
- 2009: “Flonko” (con Steve Angello)
- 2009: “Valodja” (con Steve Angello)

- 2010: “Gama” (Feat. Max Vangeli) [Size Records]
- 2010: “Swedish Beauty” (Feat. Max Vangeli) [Size Records]
- 2010: “Swing 'n' Swoosh” (con Steve Angello)

- 2011: “Whisper” (feat. Max Vangeli & Example)
- 2011: This Far (feat. Max Vangeli & Rudy)

- 2012: AN21 & Max Vangeli vs. Steve Angello – “H8RS” [Size Records]
- 2012: “People Of The Night” (AN21, Max Vangeli & Tiësto feat. Lover Lover) [Size Records]
- 2012: “Bombs Over Capitals” (AN21 & Max Vangeli feat. Julie McKnight) [Size Records]

- 2014: “Rebel” (AN21, Dimitri Vangelis & Wyman) [Size Records]
- 2014: “GODS” (S-A vs. AN21 & Sebjak)  [Size Records]
- 2014: “Tonight” (feat. Max Vangeli) [Size Records]

- 2015: “Everything” (feat. Sebjak) [Size Records]

### Remixes
2009:
- Basement Jaxx – “Raindrops” (AN21 & Philip Jensen Remix)
- Tommy Sparks – “Miracle” (AN21 & Philip Jensen Remix)
- Juan Kidd & Mr. Pedros – “Bang the Drum” (AN21 & Sebjak Remix)
- Steve Angello – “Monday” (AN21 & Max Vangeli Remix)

2010:
- Ellie Goulding – “Starry Eyed” (AN21 & Max Vangeli Remix)
- La Roux - “Quicksand” (AN21 & Philip Jensen Remix)
- Jus Jack – “That Sound ”(Max Vangeli & AN21 Extended Club Mix)
- The Prodigy – “Smack My Bitch Up” (AN21 Remix)
- Eddie Thoneick & Erick Morillo Feat. Shena – “Nothing Better” (AN21 & Max Vangeli Remix)
- Switchfoot – “Always” (Max Vangeli & AN21 Remix)
- Gorillaz – “On Melancholy Hill” (AN21 & Max Vangeli Remix)
- Pendulum – “The Island” (Steve Angello, AN21 & Max Vangeli Remix)

2011:
- Swedish House Mafia – “Save the World” (AN21 & Max Vangeli Remix)

2013:
- AN21 & Max Vangeli feat. Bnann – “Glow” (AN21 & Max Vangeli & Promise Land Remix)

2014:
- Steve Angello & Dougy from The Temper Trap – Wasted Love (AN21 & Sebjak remix)

#### 2015
- Susanne Sundfør – "Kamikaze" (Steve Angello & AN21 Remix)

#### 2018
- Pendulum - The Island pt. 1 (Dawn) (AN21 Remix)